# Бульотка (самовар)
Бульо́тка (от фр. bouillotte, которое в прошлом обозначало бульотку) — сосуд для кипятка, предназначенный для сервировки чайного стола и поддержания необходимой температуры воды.
Бульотка представляет собой металлическую ёмкость с крышкой на подставке, снабжённую ручкой и носиком, как у чайника, или же сливным краником, как у самовара. По своему назначению бульотка несколько напоминает самовар, но в отличие от него обычно не имеет внутреннего очага, а обогревается расположенной снизу горелкой (спиртовкой). Однако изготавливались и модели с внутренней трубой, в которую помещался раскалённый предмет для нагревания («гиря»).
Бульотка предназначалась для сервировки чайного стола, но не для кипячения воды, а лишь для поддержания температуры кипятка. Эта функция бульотки разительным образом отличала её от самовара, в котором вода сначала кипятилась, а после кипячения остывала, поэтому для нового кипячения самовар нужно было снова растопить.
Бульотки выпускались различной формы, имели различное стилистическое оформление и иногда могли быть снабжены различными дополнительными функциями, такими, как несколько краников или внутренняя труба для подогрева.